# 도미쓰촌 (구마모토현)
도미쓰촌(일본어: 富津村)은 일본 구마모토현 아마쿠사군에 설치되었던 촌이다. 

## 역사
- 1889년 4월 1일 - 정촌제 시행에 수반해 아마쿠사군 도미쓰촌이 성립하였다.
- 1954년 11월 1일 - 잇초다촌, 신고촌과 합병해 가와우라정이 성립하였다.

## 참고 문헌
- 河浦町郷土誌」1960年
- 角川日本地名大辞典編纂委員会, 『角川日本地名大辞典 43 熊本県』1987, 角川書店